# L'avventura di Anna Gray
L'avventura di Anna Gray (Woman Wanted) è un film noir del 1935 diretto da George B. Seitz. È ispirato al romanzo Get That Girl di Wilson Collison.